# Cordislândia
Cordislândia là một đô thị thuộc bang Minas Gerais, Brasil. Đô thị này có diện tích 179,22 km², dân số năm 2007 là 3570 người, mật độ 20,1 người/km².